# Senador Firmino (kommun)
Senador Firmino är en kommun i Brasilien.   Den ligger i delstaten Minas Gerais, i den sydöstra delen av landet, 800 km sydost om huvudstaden Brasília. Antalet invånare är 7 230.
Följande samhällen finns i Senador Firmino:
- Senador Firmino

Omgivningarna runt Senador Firmino är huvudsakligen savann. Runt Senador Firmino är det ganska glesbefolkat, med 38 invånare per kvadratkilometer.